# منشور حقوق شهروندی
منشور حقوق شهروندی لیستی از مهم‌ترین حقوق شهروندان یک کشور است. نخستین منشور با این نام در ایران باستان در ۵۳۸ پیش از میلاد توسط کوروش بزرگ پادشاه امپراتوری بزرگ ایران و شاه سلسله هخامنشی هنگام فتح بابل صادر شد وبر روی استوانه گلی معروف به منشور کوروش بزرگ حک گردید و مهمترین اصل آن آزادی دین بود. بعد از قرنها در بریتانیا که نتیجهٔ یک قرن مبارزه (قرن ۱۷ میلادی) بین پادشاهان استوارت از یک سو و مردم و پارلمان انگلیس از سوی دیگر بود و با نگاهی به ماگنا کارتا نوشته شد. پس از آن در ۱۵ دسامبر ۱۷۹۱، منشور حقوق شهروندی ایالات متحده به تصویب رسید که بر پایهٔ ماگنا کارتا، منشور حقوق شهروندی بریتانیا و مبارزه‌های کلنی‌نشین‌ها با امپراتور و پارلمان بود.
از جمله حقوقی که می‌تواند در منشور حقوق شهروندی بیاید آزادی بیان، آزادی عقیده و دین هستند.

## در ایران
در ۲۹ آذر ۱۳۹۵ منشور حقوق شهروندی ایران به امضای رئیس جمهور وقت، حسن روحانی رسید و از طریق پیامک به مردم ابلاغ شد. نسخهٔ اولیهٔ این سند در ۵ آذر ۱۳۹۲ تدوین و ارائه شده بود.
سرفصل حقوقی که در این منشور آمده به شرح زیر است:
- حق حیات، سلامت و کیفیت زندگی
- حق کرامت و برابری انسانی
- حق آزادی و امنیت شهروندی
- حق مشارکت در تعیین سرنوشت
- حق اداره شایسته و حسن تدبیر
- حق آزادی اندیشه و بیان
- حق دسترسی به اطلاعات
- حق دسترسی به فضای مجازی
- حق حریم خصوصی
- حق تشکل، تجمع و راهپیمایی
- حق تابعیت، اقامت و آزادی رفت وآمد
- حق تشکیل و برخورداری از خانواده
- حق برخورداری از دادخواهی عادلانه
- حق اقتصاد شفاف و رقابتی
- حق مسکن
- حق مالکیت
- حق اشتغال و کار شایسته
- حق رفاه و تأمین اجتماعی
- حق دسترسی و مشارکت فرهنگی
- حق آموزش و پژوهش
- حق محیط‌زیست سالم و توسعه پایدار
- حق صلح، امنیت و اقتدار ملی[۷]